# Vallée de Somorrostro
Pour les articles homonymes, voir Somorrostro.
La Vallée de Somorrostro (en espagnol Valle de Somorrostro ou en basque Somorrostro Harana) a été, jusqu'en 1805, une des dix républiques dans lesquelles se divisait la comarque des Enkarterri dans le territoire historique de Biscaye. Actuellement, on connaît le territoire de l'organisme géographique éteint sous le nom commun de Margen Izquierda en espagnol, Ibai-Ezkerraldea ou Ezkerraldea en basque, une sous-comarque du Grand Bilbao.

## Présentation
Il était composé de deux organismes : les Tres Concejos (trois conseils), formé par San Jorge de Santurtzi, Santa María de Sestao et San Salvador du Trapagaran. Les Cuatro Concejos (quatre conseils), formé par San Julian de Muskiz, San Román de Zierbena et Santa Juliana d'Abanto (ou Abanto de Suso) et San Pedro d'Abanto (ou Abanto de Yuso). Portugalete a aussi fait partie du Valle de Somorrostro jusqu'à sa constitution comme villa en 1322.
Comme le reste des républiques enkarterri, le Valle de Somorrostro a été régi par le For d'us et Coutumes par lequel on régissait Les Enkarterri réduites à l'écriture en 1394, cinquante-huit avant qu'on écrive le for de Biscaye. Les désaccords ont été nombreux avec le reste de la seigneurie comme le démontre l'histoire même des Encartaciones.
Toutefois durant l'année 1799, les sept conseils de la Vallée de Somorrostro ainsi que les vallées de Gordexola et de Karrantza s'incorporent à la Junte de Guernica avec union universelle et perpétuelle à leur gouvernement et avec séparation définitive de la Junta de Las Encartaciones. À partir de 1804, les procès provenant de quelques désaccords, ont été totalement et définitivement intégrés à toutes les républiques des enkarterri à la Junte de Guernica.
Depuis cette date, les Vallées et Conseils des Enkarterri, ont fait partie, au cas par cas, de la Junte de Guernica, ont vécu à l'avenir dans les mêmes conditions et avec les mêmes droits et devoirs que la Tierra Llana biscaïenne, ayant un vote actif et passif dans les Juntas Generales de Biscaye et formant un groupe ou une mérindade avec le titre d'Encartaciones. Ont été conservés aux enkarterri son Audiencia d'Avellaneda et sa prison, plus la Junta d'Avellaneda a perdu sa personnalité au bénéfice de l'unité politique de Biscaye.
En 1841, la « loi des conseils municipaux du royaume » qui a conduit à la création de nouvelles municipalités dans les conseils précédents de la vallée a été adoptée, mettant un terme à l'unité territoriale de Somorrostro. 
Durant l'année 1874, la Vallée de Somorrostro a été la scène de la bataille du même nom et décisive dans la résolution des guerres carlistes. Après la chute du front carliste, les libéraux ont récupéré Bilbao entouré par les partisans du prétendant à la couronne Don Carlos, connu par les carlistes comme Carlos VII. Muskiz et Abanto ont été la scène de grandes batailles tant des carlistes que des libéraux qui considéraient leur contrôle fondamental pour dominer Bilbao. Les troupes se sont affrontées jusqu'à trois fois dans ce que l'on connait comme les "batailles de Somorrostro". La population civile a souffert des effets de la guerre et, entre autres actions, le bombardement de San Juan de Somorrostro (actuellement et officiellement San Juan de Muskiz) a été décidé. La Proclamation de Somorrostro (13-III-1876) a préconisé la nouvelle unité constitutionnelle de l'Espagne (inscrite dans la Constitution de Juin de cette année) et elle a supposé l'abolition du foralisme basque.
Malgré son intégration dans le territoire historique de Biscaye, en 1931 la Vallée de Somorrostro a aussi été plongée dans un débat autonomiste qui s'est produit dans Las Encartaciones (Enkarterri). La polémique est née à Portugalet, comme opposition au Statut basco-navarrais d'Estella, approuvé par des nationalistes basques et traditionalistes. Après plusieurs réunions à Portugalete et Sopuerta, on a abandonné les aspirations politiques sur un hypothétique Statut d'Autonomie des Enkarterri en continuant, avec le reste des communes des enkarterri, dans le territoire historique de Biscaye.
Actuellement, depuis l'approbation du statut d'autonomie du Pays Basque de 1979 et de la mise à jour des Directives d'ordination du territoire, on a structuré les communes qui ont formé l'ancienne Vallée de Somorrostro avec deux autres localités dans la sous-comarque de la Rive gauche du Grand Bilbao composé des communes de : Barakaldo, Alonsotegi (ségrégué de Baracaldo en 1991), Sestao, Portugalete, Santurtzi, Ortuella (appartenant à Santurtzi jusqu'1901), Abanto-Zierbena, Zierbena (intégrée à Abanto y Ciérvana jusqu'à 1995), Muskiz, et Trapagaran.

## Erreurs toponymiques
Traditionnellement, on a employé généralement par erreur en castillan le terme Somorrostro pour se référer à la commune de Muskiz (nom officiel en basque de l'ancien conseil de San Julian de Musques). Cette erreur s'est produite par l'association avec le toponyme précédent, du principal quartier de cette localité biscaïenne : San Juan de Somorrostro (quartier qui est officiellement appelé San Juan de Muskiz).

## Personnalités liées
- Rubén Ruiz Ibárruri (1920-1942), militaire républicain espagnol, fils de Dolores Ibárruri dite la Pasionaria[3].

### Sources
- (es) Cet article est partiellement ou en totalité issu de l’article de Wikipédia en espagnol intitulé « Valle de Somorrostro » (voir la liste des auteurs).